# Кук, Авраам Ицхак
Авраам Ицхак Кук (ивр. אַבְרָהָם יִצְחָק הַכֹּהֵן קוּק‎, Авраам Ицхак Коэн Кук; 7 сентября 1865, Грива, (ныне Даугавпилс) — 1 сентября 1935, Иерусалим) — раввин, каббалист и общественный деятель начала XX века, создатель философской концепции религиозного сионизма, согласно которой создание Государства Израиль является началом мессианского избавления.
Занимал должности раввина Яффо (1904—1914), раввина Иерусалима (1920—1921) и стал первым главным ашкеназским раввином Страны Израиля (1921—1935).

## Биография

### Ранние годы
Родители происходили из семьи раввинов. Его отец, раввин Шломо-Залман, выпускник Воложинской иешивы происходил из семьи митнагдим, мать Злата-Перла из семьи любавичских хасидов. Отец долгое время не занимал никакой должности, а семья жила на доходы от торговли спиртными напитками, которой занималась мать. После того, как была введена монополия на торговлю водкой, семья потеряла источники дохода, и отец стал работать преподавателем в иешиве. В семье было четыре сына и три дочери. По свидетельству самого Авраама-Ицхака, родители спорили, воспитывать ли детей как хасидов или их противников-«митнагдим», в итоге имели место оба влияния.
Ещё в детстве юный Авраам-Ицхак проявил выдающиеся способности, в 9 лет отец забрал его из хедера, так как тот перерос всех учителей, и занялся его обучением сам. К 11 годам Авраам-Ицхак написал свою первую книгу — комментарии к Псалмам (Теилим). В 13 лет он переехал в Люцин к дяде своей матери, раввину Элиэзеру Дон-Ихье, занимался у него и у раввина Якова Рабиновича. В 1880 году Авраам-Ицхак вернулся в Гриву, где учился у своего отца и Реувена Халеви — раввина Двинска (Даугавпилса). В 1883 году в Сморгони он продолжил учение у раввина Хаима-Авраама Шапиро. В 1884—1888 гг. продолжил по рекомендации будущего тестя учёбу в иешиве Воложин, центральной иешиве литовского еврейства у раввина Нафтали-Цви-Иехуды Берлина, сторонника религиозного сионизма. Последний и дал Аврааму-Ицхаку звание раввина (смиха). В иешиве преподавал также Йосеф-Дов Соловейчик (Бейт Алеви), бывший убеждённым противником всех форм сионизма. Там рав Кук вплотную столкнулся с идеями Хаскалы и светского сионизма. Рав Кук отличался любовью к языку иврит, и уже там писал на нём стихи. Кроме того, он написал успешный биографический очерк о главе иешивы Воложина Н. Ц. Й. Берлине .
В 1885 году в возрасте двадцати одного года Авраам-Ицхак женился на девятнадцатилетней Башеве-Алте, дочери раввина Элияу-Давида Рабиновича-Теомима, раввина Паневежиса, называемого также акронимом АДЕРЕТ (1843—1905). Адерет оказал сильное влияние на рава Кука, и они всю жизнь были духовно близки. Свадьба состоялась по месту жительства невесты, и молодые остались жить в её семье и при поддержке последней. В Паневежисе рав Кук учился со своим тестем и учился у него, как управлять общиной. Там же рав Кук учился каббале у рава Моше-Ицхака Рабина. Поскольку у него уже был успешный опыт журналистики, он задумал издавать религиозный журнал «ивр. עיטור סופרים‎ (Украшение писцов)», который должен был бы способствовать сплочению религиозных сионистов, несионистов, хасидов и нехасидов. Удалось выпустить два номера.
В доме тестя царили весьма стеснённые условия; сам Адерет вынужден был спать в кабинете на старых стульях. В 1888 году у рава Кука родилась дочь Фрида-Хана, и теснота стала совсем невыносимой. В том же году рав Кук получил приглашение занять должность раввина Жеймели. Рав Кук не очень хотел занимать должность, связанную с общественной работой, но под влиянием полюбившего его известнейшего раввина Хафец-Хаима согласился. Ему было 23 года. Хафец-Хаим и в дальнейшем принимал участие в судьбе рава Кука. Так, в 1923 году Хафец-Хаим покинул заседание съезда Агудат Исраэль в знак протеста против нападок на Кука.
В Жеймели семью постигло горе: умерла Башева-Алта, жена Кука, оставив его с полуторагодовалой дочерью на руках. Семья Адерета, которая незадолго до этого потеряла другую дочь, пригласила к себе зятя. Кук прожил в Паневежисе два месяца и вернулся в Жеймели, а дочь оставил у Адерета. Последний предложил раву Куку снова жениться, теперь на Рейзе-Ривке. Рав Кук отложил новый брак и сосредоточился на Торе и обязанностях раввина. В 1891 году рав Кук издал в Варшаве первое большое сочинение по галахе (еврейскому религиозному закону). Это была книга о выполнении заповеди Тфилин (филактерии) под названием «Хаваш пе’эр» («Покрывающий голову красой»). У самого рава Кука было три пары тфилин в подарок от тестя: по РаШИ, по Рабейну Таму и ещё одна пара малого размера, чтобы носить постоянно. После этой книги Кук взялся за сочинение «Эйн Айя» («Око Авраама Ицхака») — комментарий к Аггадот (талмудическом преданиям).
Там же рав Кук написал свою первую статью по каббале, содержание которой увидел во сне, который счёл пророческим. Помимо того, он изучал каббалу с разными другими авторитетами, такими как Шломо Эльяшив, автора книги «Лешем, шво ве’ахлама» («Опал, агат и аметист» (из наперсника)), деда Й. Ш. Эльяшива.
После года вдовства Кук согласился на предложение бывшего тестя жениться на Рейзе-Ривке, которая была сестрой-близнецом его покойной жены. 20 января 1897 года у них в Бауске (где его отец Шломо-Залман Кук в это время служил раввином) родилась дочь Бася-Мирьям. В 1889 году у новой пары родился единственный сын Цви-Иехуда, названный в честь рано умершего деда по матери. 26 июня 1900 года в Гриве от воспаления лёгких умерла их двухлетняя дочь Рухома-Тауба. В 1895 году у Кука появился замысел издать журнал «Шалом ла’ам» («Мир народу»). Замысел не воплотился, одна статья для журнала появилась в печати уже после смерти рава Кука.
Кук завязал прочные дружеские связи с раввином соседнего города Бауска Мордехаем Элиасбергом, видным участником сионистского движения «Ховевей Цион». После смерти Элиасберга в 1889 году рав Кук выступил с траурной речью в Бауске. Молодой раввин понравился общине, и там хотели пригласить его к себе. Это состоялось позднее, в 1895 году. В Бауске Кук приблизился к «Бней Цион» («Сыны Сиона») — отделению сионистской организации, и даже организовывал общество «сионистов, живущих по Торе», что увенчалось возникновением «Тиферет бахурим» («Краса юношей»). В этой организации изучались произведения основателя ортодоксального модернизма раввина Шимшона-Рафаэля Гирша; так рав Кук ознакомился с движением Гаскала. В тот же период Кук впервые написал статью с изложением своих сионистских взглядов, хотя идущую не так далеко, как более поздние произведения.

### Палестина
В 1904 году Адерет (бывший тесть Кука Рабинович-Теомим) стал раввином Иерусалима. Год спустя он прислал самому Куку приглашение занять должность раввина Яфо и Нового Ишува (еврейского населения Страны Израиля).
1914 год застал Кука в Европе в поездке на съезд Агудат Исраэль, из-за начала войны российский подданный Кук не мог вернуться обратно в Страну Израиля под власть враждебной Турции. Рав Кук был назначен раввином в Лондоне. В этот период начались разногласия рава Кука с движением Агудат Исраэль. В то же время он полемизировал и с деятелями движения Мизра́хи. На основе своих идей он попытался создать движение Дегель Иерушалаим, но движение не получило распространения. Последователи раввина Кука в конечном итоге примкнули к движению Мизра́хи, став в нём наиболее влиятельным течением.
В 1919 году Кук вернулся в подмандатную Палестину. Он был приглашён на должность раввина Иерусалима (1919). В 1920 году на съезде раввинов подмандатной Палестины он был избран первым ашкеназским главным раввином. Однако раввин Йосеф Хаим Зоненфельд, отрицательно относившийся к сионизму, отказался признавать авторитет главного раввината и в том же году создал и сам возглавил Эда Харедит — отдельную религиозную общину, с отдельной системой школ и кашрута. Во время своей жизни в Иерусалиме Кук создал иешиву Мерказ аРав, которая стала основным учебным заведением, готовящим раввинов и общественных деятелей национально-религиозного направления.
В последние годы своей жизни Кук активно участвовал в оправдании Ставского, обвинявшегося представителями Хаганы в убийстве Хаима Арлозорова (1933).
Умер Кук в 1935 году. В последний путь его провожали десятки тысяч людей, среди которых были все крупные раввины и общественные деятели.
- Места, связанные с именем рава Кука
- Иерусалим, ул. рава Кука, знак у перекрёстка с ул. Невиим
- Общий современный вид улицы рав Кука в Иерусалиме
- К дому рава Кука в Иерусалиме, рядом с домом врача Тихо
- Иерусалимский район Бейт-Давид, где жил рав Кук
- У дома рава Кука в Иерусалиме
- Вид на дом рава Кука в Иерусалиме, вход
- Вид на дом в Иерусалиме с обратной стороны
- Улица рава Кука в Бней-Браке, надпись гласит: главный раввин и человек, крепивший дух первых жителей Бней-Брака
- Издательство «Моссад а-рав Кук» в Иерусалиме

### Семья
Раввин был женат дважды: первый раз на Батшеве-Альте, рано умершей дочери раввина Элияху-Давида Рабиновича-Теомим, второй раз на его племяннице Рейзе-Ривке, дочери Цви-Иехуды Рабиновича, брата-близнеца Элияху Давида. От первого брака родилась в 1888 году дочь Фрида-Хана, вышедшая замуж за своего дядю Исраэля Рабиновича. От второй жены у раввина было трое детей: сын Цви-Иехуда (1889—1982), (занимавший после смерти отца должность главы иешивы Мерказ аРав), дочь Эстер-Яэль, погибшая в результате несчастного случая в возрасте 12 лет, и дочь Батья-Мирьям (жена раввина Элиягу Раанана).

## Учение р. Кука

### Каббала как основа учения
Фундаментом учения А. И. Кука является Каббала, которая фактически составляет основу религиозного сионизма. Последователи школы р. Кука на сегодняшний день являются самой большой религиозной группой в Израиле.
Каббала в представлении р. Кука является «диалогом Бога с еврейским народом». Он рассматривает еврейский народ как единый организм и применяет понятийный аппарат Каббалы для понимания динамики социальных процессов внутри народа, то есть даёт «социологическую проекцию Каббалы». Вместе с тем р. Кук рассматривает людей не как «исходно пустые сосуды, не имеющие собственного содержания и наполненные только тем светом, который они восприняли сверху», — но подчёркивает личностный характер каждого, его неповторимое Я, Я индивидуума и Я народа. Согласно этому подходу, лишь реализуя творческий потенциал своего «Я», человек и народ обретают смысл своей жизни.

### Концепция раввина Кука об уровнях диалога с Богом
Раввин Кук объясняет, что в вопросе понимания жизни как Диалога с Богом в иудаизме имеется не одна (обычный уровень монотеизма), а две центральные идеи. Первая — это изложенная выше идея индивидуального диалога человека с Богом; а вторая идея — это общенациональный диалог человека с Богом, то есть то же самое, но на уровне не только индивидуума, но и народа. Иными словами, народ как единое целое во всех своих поколениях тоже является Личностью, народ имеет свободу выбора, может поступать хорошо или плохо, может действовать, — и его решения и действия — это то слово, которое народ хочет сказать Богу, а то, что происходит с народом, есть слово Бога, обращённое к нему. И если в индивидуальном случае Диалог развивается в рамках индивидуальной биографии, то в общенациональном плане Диалог разворачивается в течение многих столетий национальной истории.
И поскольку Диалог с Богом это прежде всего не наши слова и не наши молитвы, но наши действия, — то, для того, чтобы народ мог войти в полноценный диалог с Богом, народу требуется возможность действовать как единое целое, а для этого нужен национальный организм, национальное тело, та или иная форма государства, без него диалог не может быть полноценным. (Точно так же, как если душа человека не имеет телесной оболочки, то есть «душа находится в загробной жизни», то она не может вести с Богом полноценный диалог, так как не может принимать решения и действовать).
В применении к еврейскому народу из этого следует, что сионизм и создание Государства Израиль возвращают еврейский народ в рамки полноценного общенационального диалога с Богом. Главное религиозное значение Государства Израиль не в том, что в Израиле соблюдается Шабат и кашрут, при всей их важности, — а в том, что само создание Государства заставляет еврейский народ принимать решения и действовать как единое целое, и этим оживляется общенациональный диалог с Богом. Общенациональные действия создают общенациональную ответственность; и это не только продвигает народ и воспитывает его, но и даёт возможность осознать «общенациональный уровень монотеизма» для того, чтобы дальше передавать его человечеству.
Раввин Кук объясняет, что соотношения идей индивидуального и общенационального диалога с Богом изменялось в ходе четырёхтысячелетней истории еврейского народа. В начале, в эпоху праотцов и дарования Торы, были заложены обе эти идеи, и во времена Танаха (до V века до н. э.) эти оба вида диалога проявляются и развиваются. Однако все человечество в целом не могло воспринять сразу оба эти уровня Диалога, оно ещё не было готово к этому. Поэтому во времена Второго Храма осознание индивидуального диалога сохраняется в еврейской культуре, а чувство общенационального диалога с Богом постепенно разрушается, так что к концу эпохи Второго Храма оно почти совершенно исчезает (вследствие чего и распадается еврейское государство). Именно в этот момент из иудаизма исходит христианство, которое несёт человечеству идею монотеизма на уровне индивидуального диалога с Богом, и оно начинает распространять еврейские идеи по человечеству. Далее к этой работе подключается ислам, который несёт идеи монотеизма другой части человечества. Еврейский же народ, уйдя в изгнание и рассеяние, почти полностью теряет уровень общенационального диалога с Богом и концентрируется на исправлении себя на индивидуальном уровне.
Потеря общенационального уровня Диалога является также и причиной, по которой в эпоху диаспоры, с III по XIX вв., более полутора тысячелетий, еврейский народ не мог внести такой вклад в мировую цивилизацию, который был бы сравним с нашим вкладом в цивилизацию во времена нашей жизни в Стране Израиля с XIV века до н. э. по II век н. э., выразившимся в создании Библии, заложившей духовные основы Западной культуры.
В наше время, по мнению раввина Кука, эти процессы подошли к своему завершению, то есть человечество постепенно переварило идею монотеизма на уровне индивидуального диалога с Богом, это стало понятным для человечества в целом, а евреи за это время исправили себя на индивидуальном уровне. Пришла пора, по его словам, начать передавать человечеству вторую порцию Божественного света. Для того, чтобы это стало возможным, возник сионизм, который строит государство Израиль, и еврейский народ снова попадает в ситуацию общенационального диалога с Богом. И хотя сионизм этого совершенно не планировал, и несмотря на то, что еврейский народ, по крайней мере на сознательном уровне, зачастую этого не хочет — народ вынужден (то есть наличие Государства Израиль и то, что с ним происходит, заставляет его) начать вести и постепенно осознавать этот диалог с Богом, чтобы затем передать его человечеству. В этом будет проявляться дальнейшая реализация еврейской миссии (или, что то же самое, еврейской избранности), — которая, как нам формулирует её пророк Исайя, состоит в том, чтобы быть «светочем для народов мира», продвигать человечество.
Кроме общенационального уровня диалога с Богом раввин Кук даёт нам представление также и о Диалоге Бога с человечеством как единым целым, но этот «общечеловеческий диалог с Богом», не отменяет, а дополняет общенациональный диалог каждого народа, и может быть построен только на его основе.

### Концепция «Продолжающегося откровения»
Если Бог ведёт диалог с народом как с единым целым, и тем более со всем человечеством (а не только отдельные диалоги с каждым индивидуумом), то это один общий диалог на всем протяжении истории народа, длящийся во всех его поколениях. И если это действительно живой диалог, то в этом диалоге Бог должен продолжать говорить нечто новое для всего народа, что раньше не было открыто людям. (Если Бог не говорит ничего нового, то на самом деле диалога нет, а есть только имитация диалога со стороны Бога — в чём верующий, его, конечно не подозревает). В индивидуальном диалоге открывается новое для индивидуума, в общенациональном — новое для всего мира. Иными словами, из идеи общенационального диалога естественным образом следует концепция Продолжающегося Откровения, идущего в самом ходе исторического процесса. Для этого Откровения совсем не обязательны чудеса или пророки; Бог говорит с евреями в самом ходе истории, в ходе развития цивилизации, через то, что происходит с народом и с человечеством.
Но если рассматривать ход истории, развитие культуры и цивилизации как Продолжающееся Божественное Откровение — это означает, что у евреев есть не один источник Откровения (как обычно считается в религии), а два. Первый источник откровения — это исходное раскрытие Божественности, происходящее при возникновении религии — при праотцах, и Даровании Торы на горе Синай; и содержание этого Откровения передаётся нам через традицию. Но кроме этого «исходного Откровения» есть ещё и «текущее» Продолжающееся откровение. Бог не устранился из истории, Он продолжает говорить с еврейским народом и человечеством; и это Откровение проявляется в ходе развития всех аспектов культуры, науки, этики, общества, социума и государства. Таким образом, это развитие не только не только имеет духовную ценность, но и более того — содержит в себе Откровение; и поэтому евреи должны постоянно стараться понять, что именно Бог в ходе истории хочет сказать им.
При этом, разумеется, нельзя отбросить ничего из Исходного Откровения — ведь оно представляет собой слово Бога, а Божественное Слово не отменяемо. Но и нельзя отвернуться также и от Продолжающегося Откровения, раздающегося в ходе истории — ведь религиозные люди не хотят пренебречь тем, что Бог хочет им сказать. Поэтому они должны полностью сохранить все аспекты религии (= ортодоксальность), и при этом воспринимать то духовно новое, что открывается в мире (= модернизм), и стараться интегрировать Исходное Откровение с Продолжающимся Откровением (= ортодоксальный модернизм).
Суметь интегрировать эти два вида откровения так, чтобы не потерять ни того, ни другого — это необычайно сложная и творческая задача, ввиду которой творческий импульс (а творчество, наверное, есть самый Божественный аспект человека как «образа и подобия Бога», и неслучайно первое описание Бога, которое даёт нам Тора в самом начале книги Бытия, это «Бог как Творец») — инсталлируется в самую сердцевину религиозного мироощущения.

### Ортодоксальная модернизация и программа развития иудаизма
Раввин Кук не только декларирует необходимость ортодоксальной модернизации, но он также даёт схему этой модернизации и разрабатывает её механизм. Этот процесс развития иудаизма путём «извлечения искр Божественного света из современных нерелигиозных идеологий». Более того: раввин Кук даже дал свою программу развития иудаизма на ближайший исторический период, порядка пары столетий. Подобная вещь — разработка программы развития религии — является совершенно уникальной.

### Видение мессианского избавления
Раввин Ц.-Г. Калишер, провозвестник идеи религиозного сионизма (1860 год), рассматривал создание еврейского государства как начальную стадию мессианского процесса. Тем самым, уже в его подходе концепция «Машиаха» становится не только эсхатологической, но и возвращается в рамки текущей истории. Однако, в учении раввина Кука проблема соотношения реального «светского» сионистского движения и мессианского процесса получает гораздо более широкую разработку.
Основные элементы революционных идей раввина в этой области следующие:
а) Концепция двух стадий мессианского процесса — Машиах Бен-Иосеф и Машиах Бен-Давид.
б) Динамика соотношения религиозных и нерелигиозных групп в сионизме и в процессе развития Государства Израиль (Арфилей Тоhар § 247).
в) Понятие «Мессианский свет», как категорию «Хесед», дающий возможность положительно оценить всевозможные различные течения в современной жизни (Арфилей Тоhар § 184).
г) Машиах как стадия развития еврейского народа. Анализируя стих из пророка Иеремии «Машиах — дыхание уст наших…», рав Кук разрабатывает концепцию, согласно которой приход Машиаха — это не «вмешательство извне», а собственное продвижение.

## Основные труды
Текст некоторых изданий подвергся редакции учеников рава Кука, в некоторых случаях смягчивших формулировки. Некоторые письма и дневники были сданы из тех же соображений в архив.

### Цикл «Орот»
Основные взгляды раввина Кука, посвящённые философии иудаизма, еврейскому национализму, этике, проблемам современного общества.
- Сборник «Орот» («Источники света»)
- Сборник «Орот ха-Кодеш» («Светильники святости»)
- Сборник «Орот ха-Тшува» («Светильники раскаяния»)
- Сборник «Орот ха-Тора» («Светильники Торы»)
- Сборник «Орот ха-Эмуна» («Светильники веры»)
- Сборник «Орот ха-Тфила» («Светильники молитвы»)
- Сборник «Орот ха-Микдаш» («Светильники Храма»)
- Сборник «Орот ха-Невуа» («Светильники пророчества»)
- Сборник «Орот ха-Раяа» («Светильники рава Кука»)
- Сборник «Орот ха-Ханука» («Светильники хануки»)

### Философия, мораль иАггада
- «Мусар авиха» («Моральное учение отца твоего»)
- «Эйн Айя» — комментарии к талмудическим аггадот из трактатов Брахот, Зраим и Шаббат.
- «Арфилей тоhар» («Облака святости») перевод избранных отрывков на русский язык см.
- Дневники и письма. Некоторые части до сих пор не изданы по решению учеников автора[15]
- Сборники статей, особенно «Шмона квацим» («Восемь сборников»)
- «Рош милин» («Начало слов»)
- «Хазон ха-Цомхонут веха-Шалом» («Мечта о вегетарианстве и мире») — о вегетарианстве.
- «Олат ха-Раяа» («Жертва всесожжения от рава Кука») — комментарий к еврейскому молитвеннику.

### Талмуд,Галаха
- «Хаваш пе’ер» («Покрывающий голову красой») — о выполнении заповеди Тфилин (филактерии). Первая книга рава Кука по галахе.
- «Шабат ha-Арец» («Субботний год для земли») — взгляд раввина Кука на соблюдение законов седьмого года.
- «Мишпат ха-коэн» («Суд коэна») — законы, связанные с Землёй Израиля
- «Да’ат ха-коэн» («Суд коэна») — законы, связанные с томом Йоре Деа[англ.] из кодекса «Шулхан арух»
- «Бе’ер Элияу» («Колодец Элияу») — законы, связанные с томом Хошен Мишпат[англ.] из кодекса «Шулхан арух», комментарий на комментарий Виленского гаона к Хошен Мишпат[англ.]
- «Хуккат ха-Арец» («Закон земли») — законы, связанные с запретом на Килаим (смешанные посадки)